# 洛雷阿山
洛雷阿山（德語：Loreakopf），是奧地利的山峰，位於該國西部，由蒂羅爾州負責管轄，屬於萊希塔爾阿爾卑斯山脈的一部分

## 資料來源
https://www.peakbagger.com/peak.aspx?pid=13695 （页面存档备份，存于）